# Arctostaphylos nipumu
Arctostaphylos nipumu là một loài thực vật có hoa thuộc họ Âu thạch nam, là loài đặc hữu của Quận San Luis Obispo, California. Loài này hiện nay bị đe dọa nghiêm trọng, chỉ có khoảng 300–700 cá thể trong tự nhiên tại thời điểm được mô tả.